# Stara Wieś (Pniówek)
Stara Wieś – część wsi Pniówek w Polsce, położona w województwie lubelskim, w powiecie zamojskim, w gminie Zamość.
W latach 1975–1998 Stara Wieś administracyjnie należała do województwa zamojskiego.